# Soturac
Soturac é uma comuna francesa na região administrativa de Occitânia, no departamento de Lot. Estende-se por uma área de 19,55 km². Em 2010 a comuna tinha 647 habitantes (densidade: 33,1 hab./km²).